# Santa Dorotea in Trastevere
Santa Dorotea in Trastevere ou Igreja de Santa Doroteia no Trastevere, chamada simplesmente de Santa Dorotea, é uma antiga igreja de Roma listada pela primeira vez numa bula papal de Calisto II em 1123, ainda sob sua antiga dedicação, San Silvestro alla Porta Settimiana. Está localizada no rione Trastevere.

## História
Em 1445, ela apareceu novamente com a dedicação dupla, Santi Silvestro e Dorotea, esta última, Santa Doroteia, uma obscura mártir de Cesareia na Capadócia (moderna Kayseri, na Turquia) que teria sido assassinada no início do século IV (se sua existência for real). Trinta anos depois, a igreja foi reconstruída e ganhou o status de paróquia. As relíquias de Santa Doroteia foram transladadas para lá por Giuliano De Datis, o padre da paróquia, em 1500.
Em 1727, a paróquia foi suprimida e, em 1738, a igreja foi entregue aos Frades Menores Conventuais. Eles a demoliram novamente e a reconstruíram como uma capela de seu novo convento no local. A reconstrução foi entregue a Giovanni Battista Nolli por Giovanni Carlo Vipera, ministro-geral dos conventuais. A paróquia foi novamente recriada em 1824 e a igreja passou por nova reforma e foi reconsagrada em 1879.
Em 12 de junho de 2014, foi estabelecida como igreja titular pelo papa Francisco, com o cardeal Javier Lozano Barragán, presidente-emérito do Pontifício Conselho para a Pastoral no Campo da Saúde, como primeiro cardeal-presbítero protetor do título de Santa Doroteia depois de ter servido dez anos como cardeal-diácono.

## Galeria

Imagens da igreja
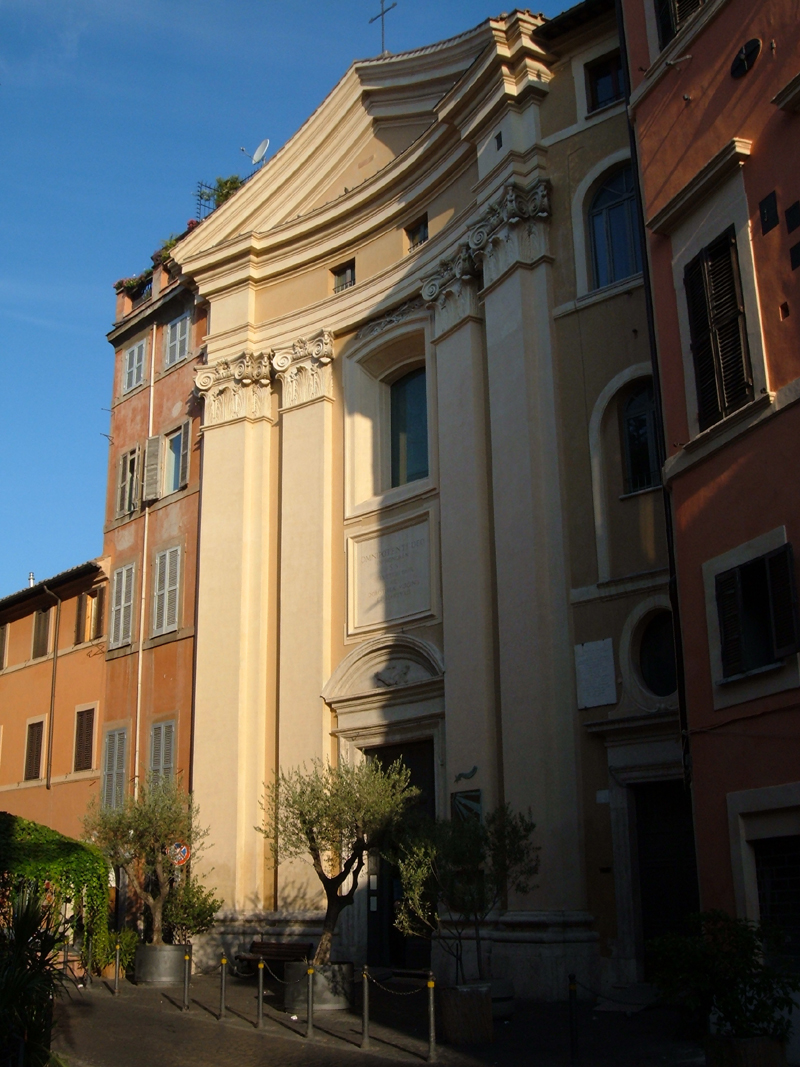
Vista.
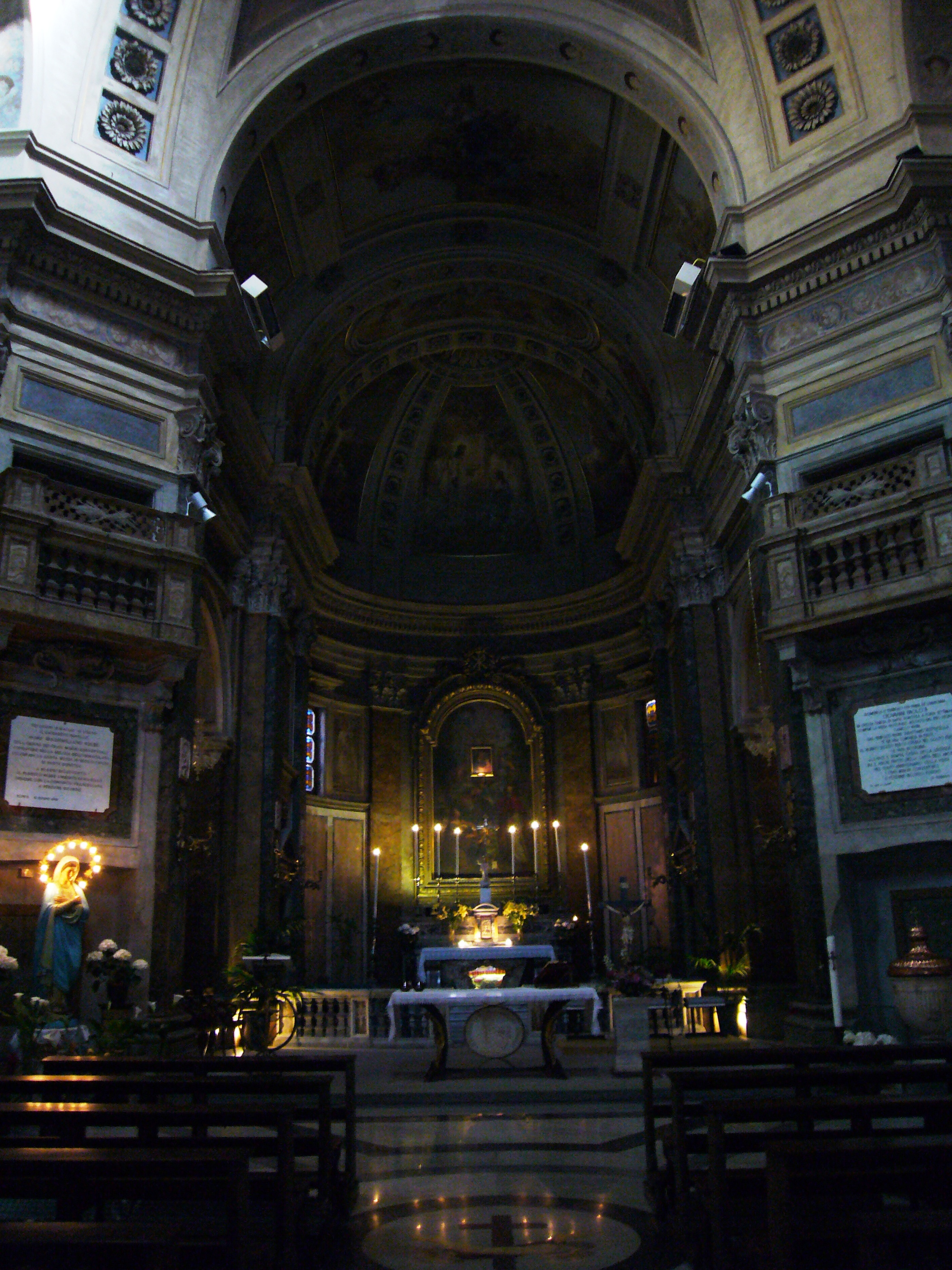
Interior.
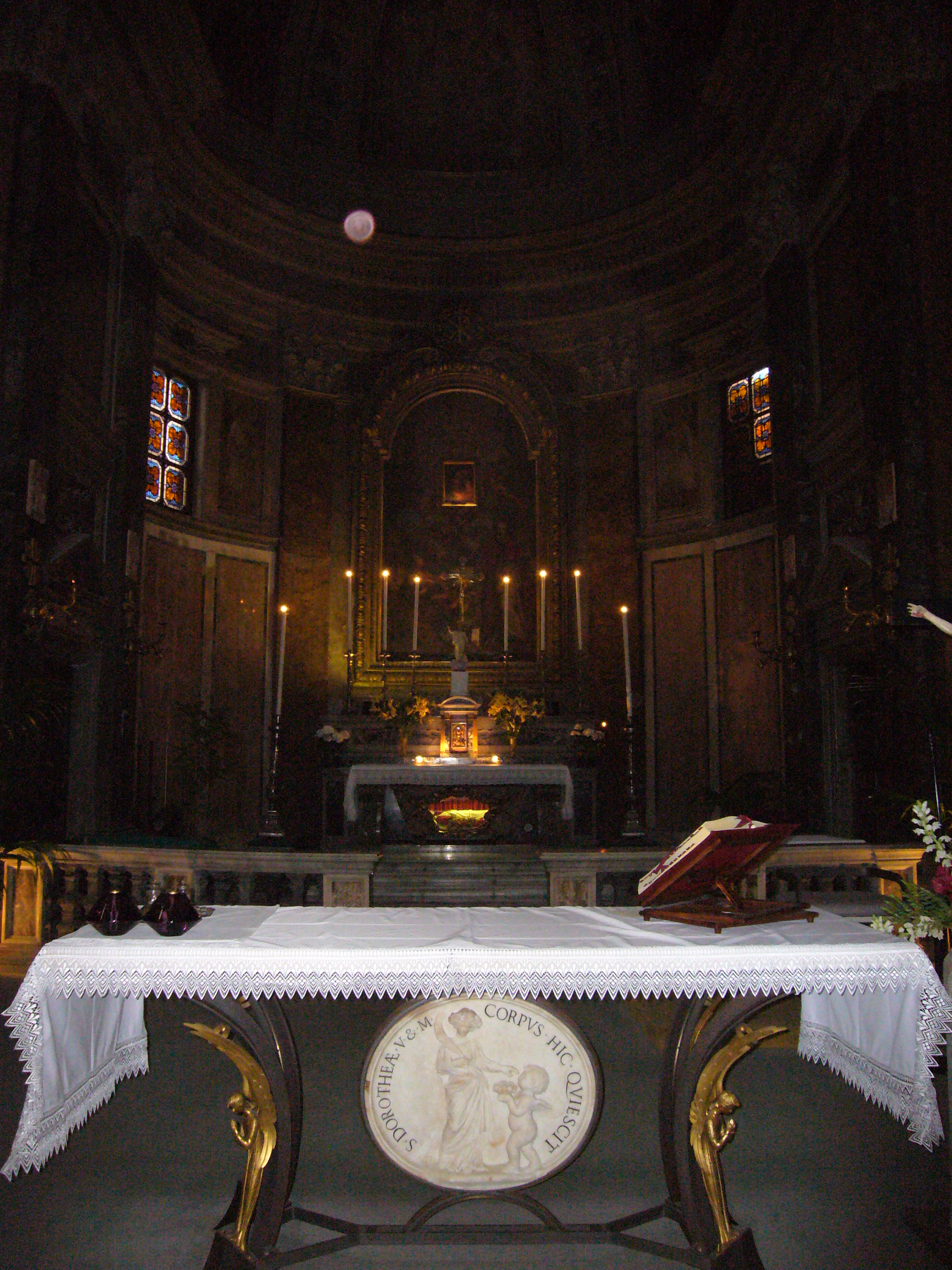
Detalhe do altar-mor.
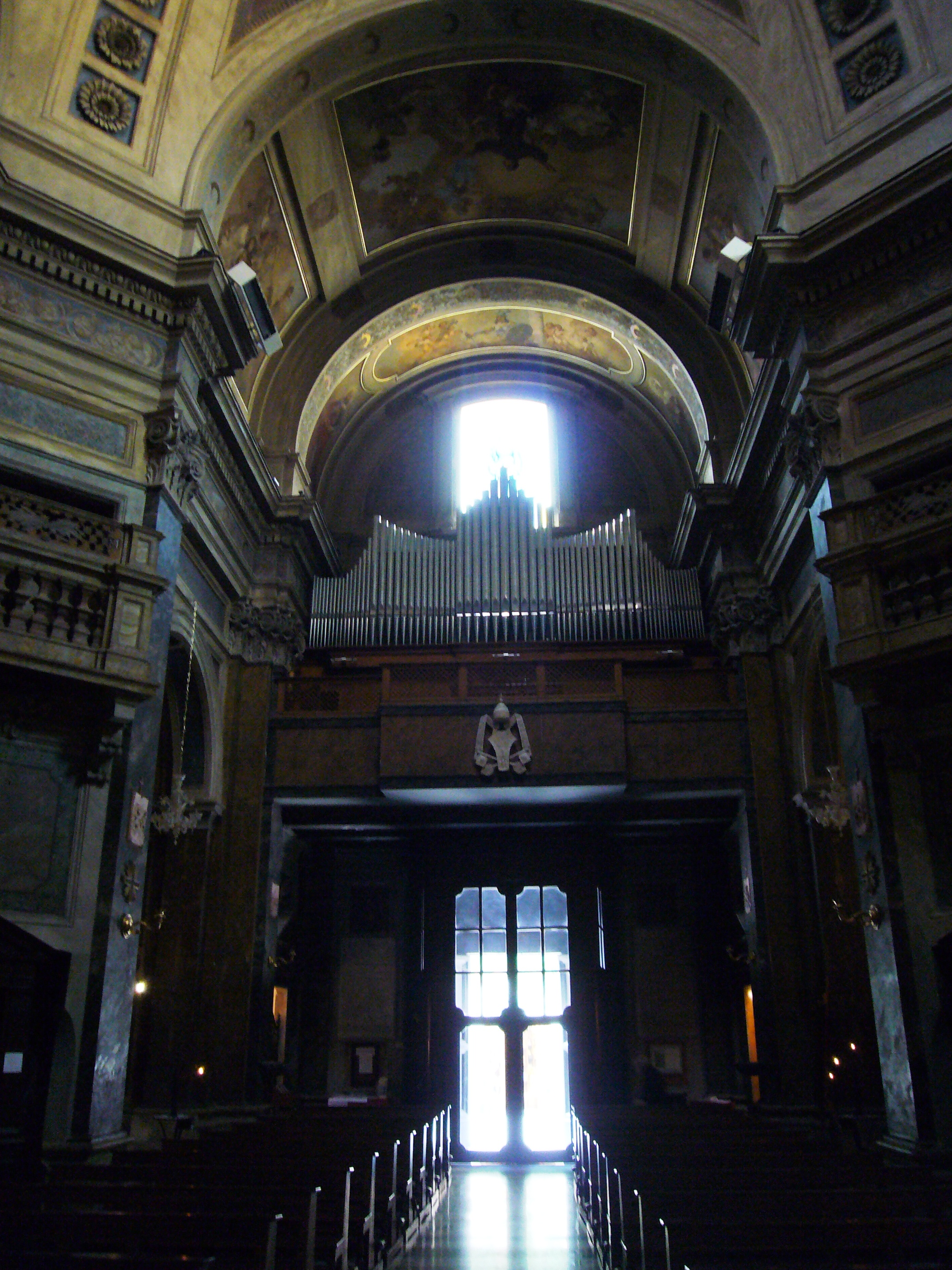
Contra-fachada e o órgão.